# Michelbach (Aspach-Michelbach)
Michelbach è una frazione di 358 abitanti del comune francese di Aspach-Michelbach, nel dipartimento dell'Alto Reno nella regione del Grand Est. Già comune autonomo, il 1º gennaio 2016 è stato accorpato all'altro comune soppresso di Aspach-le-Haut per costituire il nuovo comune.

## Società

### Evoluzione demografica
Abitanti censiti